# Jonas Lössl
Jonas Bybjerg Lössl (Kolding, 1 de fevereiro de 1989) é um futebolista dinamarquês que atua como goleiro. Atualmente joga no Midtjylland.

## Carreira

### FC Midtjylland
Jonas Lössl começou a carreira no Midtjylland, em 2008, atuando até 2014 no clube.

### Huddersfield Town
Jonathan Hogg se transferiu para o Huddersfield Town, em 2017, por empréstimo. E em 2018 foi comprado em definitivo.